# ساسوليت
الساسوليت هو معدن من معادن البورات، وهو الشكل المعدني من حمض البوريك وله الصيغة H3BO3. يوجد المعدن عادة مشوباً بالكبريت، والذي يمنحه اللون الأصفر، أو مشوباً بأكاسيد الحديد، والتي تمنحه لوناً بنياً. عدا عن ذلك يمكن ان يكون المعدن عديم اللون أو أبيض أو رمادي. 

## الخصائص
يتبلور الساسوليت وفق النظام البلوري ثلاثي الميل على شكل بلورات شبه سداسية. ينحل الساسوليت في الماء، ولمحاليله طعم مالح إلى مر. بتعريض بلوراته إلى ضوء الأشعة فوق البنفسجية يصدر الساسوليت تألق فلوري أزرق اللون.

## التاريخ
وصف معدن الساسوليت سنة 1800، وسمّي على اسم موقع Sasso Pisano في مقاطعة بيزا في إيطاليا، حيث عثر عليه هناك لأول مرة.

## الوفرة
يوجد الساسوليت في المنافذ البركانية وفي الينابيع الحامية، كما في التوضعات التبخيرية الرسوبية. بمكن أن يرافق الساسوليت كل من كبريت، وذلك على شكل فلز طبيعي، بالإضافة إلى رهج الغار وأكاسيد الحديد المختلفة.
يوجد الساسوليت في مقاطعة بيزا وفي فيزوف وفي الجزر الإيولية، وفي البحيرات الشاطئية في توسكانا في إيطاليا، كما يوجد في مناطق قريبة من مدينة آخن في ألمانيا، وفي جامو وكشمير في الهند، وفي مناطق بالقرب من كاغوشيما في اليابان، وفي شبه جزيرة كامشاتكا في روسيا، وفي وادي الموت في ولاية كاليفورنيا كما في متنزه يلوستون الوطني في ولاية وايومنغ وفي مقاطعة واشو في ولاية نيفادا في الولايات المتحدة الأمريكية.